# Джеймс Аппатурай
Джеймс Аппатурай (там. சேம்சு அப்பாதுரை; нар. 7 серпня 1968, Торонто, Канада) — канадський журналіст та колишній прессекретар НАТО (2004—2010). Нині обіймає посади заступника помічника Генерального секретаря НАТО з політичних питань та спеціального представника генсекретаря з питань Кавказу та Центральної Азії.

## Біографія
Народився в Торонто, Канада. У вересні 1991 року закінчив Торонтський університет, факультет політичних наук та історії, здобувши ступінь бакалавра мистецтв (з відзнакою). Закінчив Амстердамський університет, факультет міжнародних відносин, здобув ступінь магістра міжнародних відносин (cum laude) в лютому 1993 року. Працював помічником редактора в Канадській телерадіомовній корпорації (березень 1993 — серпень 1994) та співробітником з політичних питань у Міністерстві національної оборони Канади (серпень 1994 — травень 1998). Автор низки публікацій. Нагороджений Орденом Золотого руна 2 липня 2021 року.